# Рогоженка
Рогоженка, Шлюзовая и Старая Матросовка — система рек и водотоков на территории России, протекает по Славскому району Калининградской области.

## География и гидрология
В верхнем течении река называется Старой Матросовкой, на ней расположен посёлок Ясное. К югу от посёлка Вишнёвки Старая Матросовка впадает в Шлюзовую, она в свою очередь ниже впадения в неё Малой Прудной впадает в Рогожинку. Рогоженка впадает в Промысловую на 7 километре от устья последний.

## Данные водного реестра
По данным государственного водного реестра России, относится к Балтийскому бассейновому округу, водохозяйственный участок реки — реки бассейна Балтийского моря в Калининградской области без рек Неман и Преголя. Относится к речному бассейну реки Неман и рекам бассейна Балтийского моря (российская часть в Калининградской области).
Код объекта в государственном водном реестре — 01010000312104300000350.